# 欽慈皇后 (金朝)
欽慈皇后（？—？），蒲察氏，漢名壽昌，金睿宗完顏宗堯元配，母親為金太祖之妹。
天會十三年（1135年），完顏宗堯去世，追封他潞王，而蒲察氏被封為潞遷妃，後來又進封冀國王妃、許王妃。大定元年（1161年），金世宗上諡號為欽慈皇后，次年祔葬景陵。

## 延伸阅读
[在维基数据编辑]
 《金史·卷64》，出自脱脱《遼史》